# Resolutie 353 Veiligheidsraad Verenigde Naties
Resolutie 353 van de Veiligheidsraad van de Verenigde Naties werd aangenomen op 20 juli 1974. Dat gebeurde op de 1771ste vergadering van de Raad.

## Achtergrond
In 1964 hadden de VN de UNFICYP-vredesmacht op Cyprus gestationeerd na het geweld tussen de twee bevolkingsgroepen op het eiland. Deze was tien jaar later nog steeds aanwezig toen er opnieuw geweld uitbrak nadat Griekenland een staatsgreep probeerde te plegen en Turkije het noorden van het eiland bezette.

## Inhoud
De Veiligheidsraad:
- Merkt het rapport op van de secretaris-generaal, op de 1779ste vergadering, over de recente ontwikkelingen op Cyprus;
- Heeft de verklaringen van de president van Cyprus en de vertegenwoordigers van Cyprus, Turkije, Griekenland en andere lidstaten gehoord;
- Merkt de omstandigheden op het eiland op uit het rapport;
- Is ernstig tegen de uitbraak, en het voortduren van het geweld;
- Is ernstig bezorgd over de situatie, die een bedreiging is voor de internationale vrede en veiligheid, en de volledige regio onstabiel maakt;
- Is evenredig bezorgd over de noodzaak van een constitutionele Cypriotische regering, gecreëerd en gegarandeerd door internationale overeenkomsten;
- Is zich bewust van zijn primaire doel, om internationale vrede en stabiliteit te garanderen, naar artikel 24 van het handvest van de VN.

1. Roept alle staten op de soevereiniteit, onafhankelijkheid en territoriale integriteit van Cyprus te respecteren;
2. Roept betrokken partijen op een staakt-het-vuren als eerste stap te volgen en terughoudend te handelen;
3. Eist een onmiddellijke terugtrekking van buitenlandse troepen uit Cyprus, die in strijd zijn met paragraaf 1, hierboven;
4. Vraagt alle landen om militair personeel, dat niet onder internationale verdragen handelt, terug te trekken, zoals verzocht door de President van Cyprus, Aartsbisschop Makarios in zijn brief van 2 juli 1974;
5. Roept Griekenland, Turkije en het Verenigd Koninkrijk van Groot-Brittannië en Noord-Ierland op zonder vertraging vredesbesprekingen te houden, om de vrede en de constitutionele regering van Cyprus te herstellen, en de secretaris-generaal hiervan op de hoogte te houden;
6. Roept alle partijen op medewerking te verlenen aan de VN troepen in Cyprus, om hun mandaat uit te voeren;
7. Besluit de situatie onder observatie te houden en verzoekt de Secretaris om de raad naar eigen inzicht op de hoogte te houden.

## Verwante resoluties
- Resolutie 343 Veiligheidsraad Verenigde Naties
- Resolutie 349 Veiligheidsraad Verenigde Naties
- Resolutie 354 Veiligheidsraad Verenigde Naties
- Resolutie 355 Veiligheidsraad Verenigde Naties

Lijst ·  345 ·  346 ·  347 ·  348 ·  349 ·  350 ·  351 ·  352 ·  353 ·  354 ·  355 ·  356 ·  357 ·  358 ·  359 ·  360 ·  361 ·  362 ·  363 ·  364 ·  365 ·  366